# ماریو مانزونی
ماریو مانزونی (ایتالیایی: Mario Manzoni؛ زادهٔ ۱۴ ژوئیهٔ ۱۹۶۹) دوچرخه‌سوار اهل ایتالیا است.